# Het eiland van de tweedracht
Het eiland van de tweedracht is het 9de stripalbum uit de reeks Steven Sterk. Het scenario voor dit verhaal komt van Pascal Garray en Thierry Culliford. Garray tekende het verhaal ook.

## Verhaal
Meneer Vladlavodka toont Steven Sterk waarmee hij bezig is: het maken van robots voor een nieuwe film. Hij staat dan ook op het punt naar Kreeftendam te rijden, daar gebeuren de opnames.
Drie dagen later hoort Steven twee agenten praten over Vladlavodka. Hij volgt ze naar diens huis en komt zo te weten dat Vladlavodka verdwenen is in Kreeftendam. Wat later keert Steven terug naar het huis en betrapt er een inbreker. Die laat een lap stof van zijn jas en een ansichtkaart achter. Op de kaart staat een onbegrijpelijk tekstje en een foto van Kreeftendam. Steven besluit op onderzoek te gaan in Kreeftendam.
Als hij er aankomt, wordt hij geholpen door twee leden van de filmploeg. Die vertellen dat Vladlavodka plots verdwenen is nadat hij zijn robots had gedemonstreerd voor de neus van de bemanning van een aangemeerd oorlogsschip. De officier van het schip had vol belangstelling gekeken. Steven loopt wat rond op de kade en vindt er op een paaltje een code die ook op de ansichtkaart staat. Een derde man komt plots op de proppen met nieuws: hij had iemand gezien die uit een auto en daarna in het schip was gestapt. Hij heeft ook een krant bij met daarop de bewuste officier: het blijkt een admiraal van de staat Plata Costa te zijn.
De bewuste auto staat nog op de kade en Steven gaat een kijkje nemen. Daar vindt hij de jas waarvan hij een stukje stof vond. Steven denkt dat zijn vriend is ontvoerd met het schip. De piloot van de filmploeg brengt Steven naar het eiland, maar het vliegtuig wordt beschoten. Steven springt eruit en de paniekerige piloot stort neer.
Steven zwemt het land op en komt terecht in een vuurgevecht. Een marktkramer, Sergi, legt uit dat de bevolking dat stilaan gewoon is: de drie legeraanvoerders van het land proberen elk de macht in het land te grijpen en voeren daarom oorlog tegen elkaar. Steven wil de admiraal opzoeken. Hij blijkt net de macht weer even te hebben gegrepen. Steven gaat hem opzoeken in zijn paleis. Zijn soldaten proberen Steven tegen te houden, maar hij gooit ze gewoon op een hoopje. Steven ontdekt dat de admiraal een robot van Vladlavodka heeft en die gebruikt om de anderen af te schrikken. Steven ontdekt ook dat de admiraal de ansichtkaart met instructies heeft geschreven, maar Vladlavodka is nergens te bekennen. Plots wordt hij verkouden en verliest al zijn kracht. Hij verstopt zich en vindt zo de piloot terug. Samen gaan ze terug naar Sergi, die hen de weg wijst naar de woning van de admiraal, waar Vladlavodka zou kunnen zitten. Met zijn drieën gaan ze naar het huis en vinden Vladlavodka terug. Ze bevrijden hem.
Vladlavodka heeft nog een idee om de generaals tegen elkaar op te zetten: hij maakt twee extra afstandsbedieningen voor zijn robot en geeft ze aan de twee andere legerleiders. De robot van de admiraal gehoorzaamt nu ook hen, maar de tegenstrijdige instructies blazen de machine op. Op dat moment neemt Sergi het woord; hij maakt de drie legerleiders duidelijk dat ze het land om zeep helpen. Alleen de admiraal heeft het niet begrepen en schakelt een tweede robot in, een gevaarlijk prototype dat Vladlavodka voor hem moest maken. Stevens verkoudheid is net over en hij maakt de robot stuk. Het rijk van de legerleiders is uit.
Vladlavodka, Steven en de piloot keren huiswaarts. Plata Costa krijgt een nieuwe president: marktkramer Sergi Godanos.